# Aganippe berlandi
Aganippe berlandi är en spindelart som beskrevs av William Joseph Rainbow 1914. Aganippe berlandi ingår i släktet Aganippe och familjen Idiopidae.
Artens utbredningsområde är New South Wales. Inga underarter finns listade i Catalogue of Life.